# ポチョムキン村

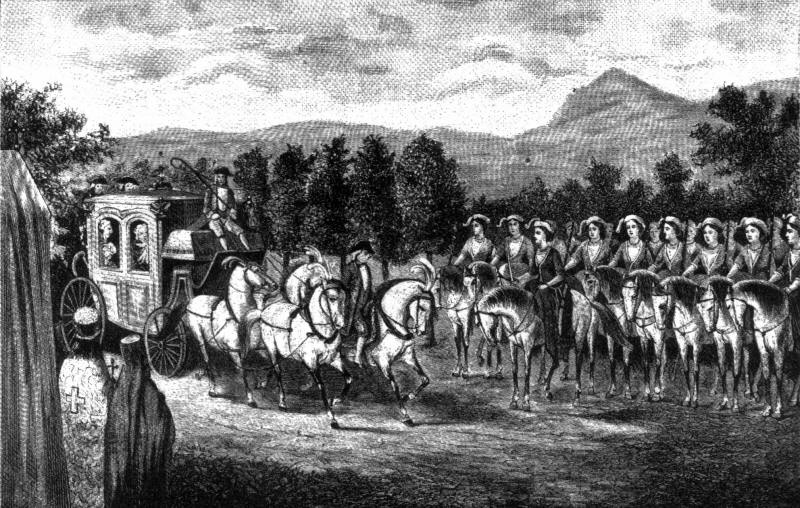
エカチェリーナ女帝のクリミア行幸

ポチョムキン村（ポチョムキンむら、ロシア語: потёмкинские деревни, 英語: Potemkin villages / Potyomkin villages）とは、主に政治的な文脈で使われる語で、貧しい実態や不利となる実態を訪問者の目から隠すために作られた、見せかけだけの施設などのことを指す。「見せかけだけのもの」とは、物理的に存在するものであることもあるし、あるいは資料や統計など比喩的なものであることもある。この語は、ロシア帝国の軍人で1787年の露土戦争を指揮したグリゴリー・ポチョムキンが、皇帝エカチェリーナ2世の行幸のために作ったとされる「偽物の村」に由来する。

## 伝説
1768年から1774年の露土戦争でクリミア・ハン国はロシア帝国の衛星国となり、1783年にはロシアに完全併合されクリミア半島とその付け根の黒海沿岸部一帯はすべてロシアの領土となった。クリミア・ハン国の併合をエカチェリーナ2世に進言した寵臣ポチョムキンは、その跡に設けられたタヴリダ州の知事となりクリミア開発にあたっていた。
1787年にはエカチェリーナ2世自らがクリミア視察のために行幸を行うことになった。言い伝えによれば、ポチョムキンはこのとき、皇帝や各国駐ロシア大使を含む宮廷の一行の船が下るドニエプル川の川岸に、美しい村々や家々の張りぼてを大急ぎで用意したという。皇帝一行の乗ったはしけが到着する前にポチョムキンの部下たちが村人の服装をして人口がたくさんいるふりをし、はしけが川を下ると直ちに張りぼてを片付けて下流に先回りして張りぼてを組み立てたともいう。当時はドニエプル川下流やクリミアには人の少ない荒れ地が広がっており、ポチョムキンはこれを隠して、皇帝が新たに征服した土地が価値のある土地であること、征服を指揮したポチョムキンは偉業を成し遂げたということを視察する一行に印象付けようとしたとされる。
この伝説の初出と「ポチョムキン村」という言葉の発明者はドイツのザクセン王国の外交官であったゲオルグ・ヘルビッヒ（Georg Adolf Wilhelm von Helbig）とされている。ヘルビッヒはドイツ語の雑誌「ミネルヴァ」において1797年から1799年にかけてポチョムキン公についての文章を書いている。
しかし、偽物の村を建てたりその住民役の人々を遠くから連れてきたりしたという話は、ヘルビッヒ以前にもヨーロッパ各地の文献で確認できる。1791年から92年にかけてロシアを訪れたフランスの旅行家フォルシア・デ・ピル（Forcia de Piles）は4年後にロシア訪問記を出版しているが、「エカチェリーナ2世が見て喜んだものは偽物の村であり、その住民役として遠くから連れてこられて何日も待たされていた農民たちは女帝一行が通りすぎると直ちに追い返されて村は解体された」という逸話について触れている。これは、荒れ地だと思われていた新領土が実は非常に繁栄している場所だったと女帝に思い込ませるためのポチョムキン公の天才的発明だったともしている。フォルシア・デ・ピルの本の数年後にはティボー・デ・ラヴォー（Jean Charles Thibault de Lavaux）による『ピョートル3世の歴史』が出版された。その3巻では当時流布していた様々な真偽不明のうわさ話に基づいてエカチェリーナ2世の私生活などをつづっているが、その中でヘルビッヒの文章などを情報源として、女帝のクリミア行幸と偽物の村について詳述している。
当時は国内外の君主などの行幸にあたってはこのような張りぼてで行く先々を飾ることはよくあり（たとえばプロイセン王国の王子ハインリヒ・フォン・プロイセンが1770年にエカチェリーナ2世のもとを訪問した際、ツァールスコエ・セローへの道の先々には立派な建物や噴火する火山などが描かれた飾りが置かれた）、さらにクリミア行幸は首都から遠く離れており実際に見た者が少ないことから、ポチョムキン公に対して悪意を抱く者の想像が働く余地があった。

## 後世の見解

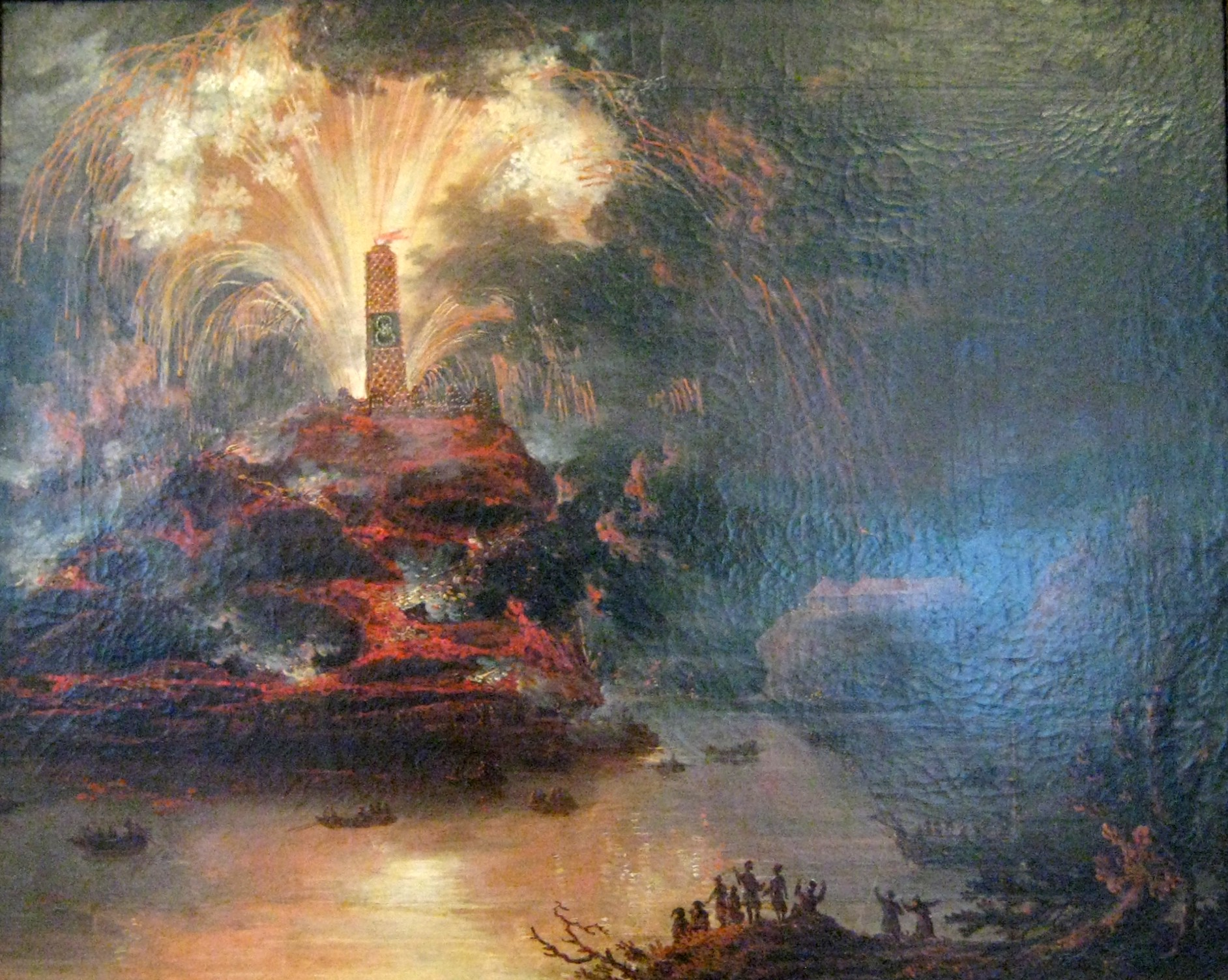
エカチェリーナ2世のクリミア行幸の際に、一行の行く先で上げられた花火

近代の歴史家は、ポチョムキン公が本当に張りぼての村を作ったのかどうかについて見解が分かれている。偽物の村という逸話は、一般には大げさな話と受け止められており、ポチョムキンに敵対する勢力が流した悪意のある噂という見方もある。ポチョムキン公は実際に黒海北岸やクリミアの開発に多大な努力をしており、ドニエプル川沿岸の農民たちに対して皇帝一行の船が通る前に川岸を整備するよう命じたのが、このような噂になってしまったとする。英語による最も包括的なポチョムキン公の伝記を著した サイモン・セバーグ・モンテフィオーリ(Simon Sebag-Montefiore) によれば、夜に荒地を船で下る一行を喜ばせるために、鮮やかに燃えるかがり火や偽物の集落などで川岸を飾り立てた、などという話は架空のものにすぎないという。
19世紀ロシア研究の権威である アレキサンドル・パンチェンコ（Aleksandr Panchenko ）は当時の報告書や回顧録などの資料を用い、「ポチョムキン村」は伝説にすぎないと結論した。彼はポチョムキンは確かに街や村々を装飾したが、それが装飾であることは隠さなかったとしている。
ポチョムキンは実際に黒海北岸やクリミアで要塞建設、戦列艦建造、村落の振興などを図っており、皇帝や側近や外交官らの一行は実際の成果を見てポチョムキンに対する信頼を確かなものにした。このため、ポチョムキン自身は「ポチョムキン村」などは作らなかったと言える。
ただし、他の言い伝えによれば、1787年にエカチェリーナ2世がクリミア視察から帰る途中にトゥーラを通った際、知事のミハイル・クレチェトニコフ（en:Mikhail Krechetnikov）は、凶作を隠すためにこの種の張りぼてで皇帝一行をだまそうとしたとされる。

## 近代の用例
ポチョムキン村という表現は、後のソビエト連邦政府が外国人を欺こうとした試みのことを指す時に使われることもある。政府は、すでに社会主義に親近感を抱いている外国人訪問者らに対して、特別に用意した村落・工場・学校・商店などに案内し、幸せそうな労働者や学生の姿を見せ、これが例外ではなく普通のソ連の姿であると示そうとした。外国人のソ連国内移動には厳しい制約があり、こうした外国人訪問者らが当局に案内される以外の工場や村落の姿を見ることは不可能であった。
「ポチョムキン村」の例には、例えばナチス・ドイツが国際赤十字などに公開したテレージエンシュタット・ゲットーもある。赤十字の視察前に美化工事をされたこのゲットーは、実際には劣悪な衛生状態や栄養不足に悩まされ罹病率も高く、絶滅収容所へ行くまでの「通過収容所」として機能していた。朝鮮半島では、板門店や軍事境界線の北の開城市の手前に、整った団地や高さ100メートルを超える国旗掲揚塔などを望むことができる。これは機井洞（キジョンドン）という村で、別名を「平和の村」といい朝鮮民主主義人民共和国による農村政策の成功を示すものだが、実態は「宣伝村」であり住民はいないとされる。
外国人観光客や視察団が訪れる際に、模範的な施設や集落だけを見せたり、人目に着くところだけを美しく整備するような実例には枚挙にいとまがない。
また日本においても、天皇が行幸（訪問、特に昭和天皇の戦後巡幸）する際に、訪問先の施設やそれに接続する道路が舗装されるなど工事が行われたのを「天皇は箒である」と評されたことがある。